# One for the Road
| Críticas profissionais | Críticas profissionais |
| Avaliações da crítica  | Avaliações da crítica  |
| Fonte                  | Avaliação              |
| ---------------------- | ---------------------- |
| Allmusic               | 4 de 5 estrelas.       |

One for the Road é um álbum de estúdio do músico britânico Ronnie Lane, lançado em 1976 pela Island Records. Gravado com seu estúdio móvel, trata-se do terceiro lançamento de sua carreira solo.

## Faixas
Todas as canções compostar por Ronnie Lane, exceto onde indicado em contrário.
1. "Don't Try & Change My Mind" – 3:06
2. "32nd Street" – 4:34
3. "Snake" – 3:27
4. "Burnin' Summer" – 4:06
5. "One for the Road" – 4:46
6. "Steppin' and Reelin'" – 6:27
7. "Harvest Home"  (Lane, Charlie Hart) – 5:50
8. "Nobody's Listenin'" – 3:54
9. "G'morning" – 4:01

## Créditos
- Ronnie Lane – guitarra, baixo, vocais
- Steve Simpson – guitarra, bandolim, fiddle, teclado, gaita, vocais
- Charlie Hart – violino, teclado, piano, harpa, apito
- Brian Belshaw – baixo
- Colin Davy – bateria